# Julius Feifalik
Julius Feifalik, psáno též Julius Fejfalík, (15. února 1833 Znojmo – 30. června 1862 Vídeň), byl moravský Němec, literární historik se specializací na českou středověkou literaturu a národopisec jižní Moravy. Publikoval česky i německy.

## Život
Julius Feifalik se narodil ve Znojmě v moravské německé rodině. Jeho otcem byl Johann Feifalik (1798–1856), úředník a politik německé národnosti, během revolučního roku 1848 poslanec rakouského Říšského sněmu.
Julius se po absolvování gymnázia v Brně vydal na univerzitu ve Vídni, kde studoval obory klasickou filologii, slavistiku a germanistiku. V té době pracoval v univerzitní knihovně. Po ukončení studií dostal ministerské stipendium pro další vzdělávání na univerzitách v Berlíně a Heidelbergu. Od roku 1861 začal pracovat ve vídeňské dvorní knihovně. Ve stejném roce onemocněl plicní tuberkulózou. Léčil se z ní v Rožnově pod Radhoštěm, kde patrně také sesbíral valašské lidové hry a písně. O rok později, ve věku 29 let, však nemoci podlehl. 

## Dílo
Feifalík se ve své badatelské činnosti zaměřil na oblast staré české literatury. Zkoumal například legendy, rytířské romány, středověkou lyriku a dramatickou poezii, ale i divadlo. Své poznatky pak od roku 1855 publikoval v různých odborných časopisech. Věnoval se také sběru folklorního materiálu. V roce 1857 uveřejnil v göttingenském časopisu Zeitschrift für deutsche Mythologie und Sittenkunde svoji sbírku dětských říkadel a her z Moravy. V dalších letech vydal také soubory dětských hádanek. Zabýval se také sběrem lidových her v Čechách i na Moravě. Největší zásluhu na rozšíření Feifalikovy sbírky má František Sušil, který jej ve studiu folkloru podporoval a poskytl vlastní sbírku lidových her.
Feifalík byl také jedním z badatelů, kteří označovali Rukopis královédvorský za padělek. Své zjištění o rukopisu pak uveřejnil v roce 1860 v knize Über die Könighofer Handschrift. Tímto však upadl v nemilost české veřejnosti, až mu nakonec bylo znemožněno publikovat v jediném českém vědeckém periodiku, Časopise Musea království Českého.

### Monografie
- Lidové hry z Moravy, 1986